# Trichiidae
Trichiidae (= Trichiaceae) is een familie van slijmzwammen in de orde Trichiida. De familie heeft een wereldwijde spreiding. Het is de grootste van de twee families slijmzwammen in de orde Trichiida. Het omvat twaalf geslachten met in totaal meer dan 125 soorten.
De vruchtlichamen zijn sporangia of plasmodiocarpen (in Metatricia pseudoaethalia), het peridium is een of twee lagen en is geheel of permanent als een kelk. De enkelvoudige of vertakte capillitiumfilamenten hebben meestal een diameter van meer dan 2 micrometer, zijn buisvormig en hol van binnen, het oppervlak is niet glad.

## Taxonomie
De Trichiidae werden voor het eerst beschreven als een stam in 1873 door Józef Tomasz Rostafiński.

## Geslachten
Deze familie omvat de volgende geslachten:
1. Arcyodes (1)
2. Arcyria (40)
3. Arcyriatella (1)
4. Cornuvia (1)
5. Hemitrichia (25)
6. Metatrichia (6)
7. Minakatella (1)
8. Oligonema (6)
9. Perichaena (15)
10. Prototrichia
11. Trichia (37)